# Gösta Carlsson
Gustaf Vilhelm Carlsson, detto Gösta (Uppsala, 2 febbraio 1906 – Uppsala, 5 ottobre 1992), è stato un ciclista su strada svedese.

## Palmarès
- Giochi olimpici

Amsterdam 1928: bronzo nella corsa individuale, bronzo nella corsa a squadre.